# Jean-Baptiste Proulx (homme politique)
Jean-Baptiste Proulx, né le 13 juillet 1793 et mort le 14 juillet 1856 à Nicolet, est un agriculteur et homme politique canadien.

## Biographie

### Jeunesse et famille
Il est le fils de Joseph Proulx, cultivateur, et de Geneviève Crevier Descheneaux. Sa famille cultive la terre à Nicolet depuis la colonisation française. Son oncle Louis Proulx, le fils de son cousin Jean-Baptiste-Georges Proulx et son son beau-frère par alliance Jean-Baptiste Hébert – avec qui il fera de la politique – ont tous été impliqués localement. Il épousera Flore Lemire, fille d'Antoine Lemire, coseigneur de la Baie-Saint-Antoine, le 5 juillet 1830. Ils auront six enfants.
Entre 1803 et 1811, il effectue son cours classique au Séminaire de Nicolet. Durant la guerre anglo-américaine de 1812, il sert dans la milice. En 1814, son père lui octroie un tiers de la terre familiale soit environ 150 arpents. Il devient parmi les plus importants et prospères agriculteurs de Nicolet.

### Député
Il sera député à la Chambre d'assemblée du Bas-Canada durant 18 ans dans les rangs du Parti canadien puis patriote. D'abord élu député de Buckingham aux élections de 1820, il est réélu en 1824 et 1827.  Cette même-année, il est destitué de son grade de lieutenant pour avoir critiqué le gouvernement de George Ramsay et insulté Kenelm Conor Chandler. Après la réforme de la carte électorale de 1929, il est élu député de Nicolet en 1830 et réélu en 1834.
Durant la Rébellion des Patriotes, il est emprisonné entre le 4 et le 27 février 1838. Son mandat de député prend fin avec la suspension de la Constitution le 27 mars 1838. Il consacre le reste de sa vie à l'exploitation de ses terres. Son patrimoine foncier s'élève en superficie à près de 500 arpents et il oriente sa production vers l'élevage. 